# لهوتکا (ناحیه ژدار ناد سازاوو)
لهوتکا (به چکی: Lhotka) یک منطقهٔ مسکونی در جمهوری چک است که در ناحیه ژدار ناد سازاووو واقع شده‌است. لهوتکا ۶٫۳۹ کیلومتر مربع مساحت و ۲۰۵ نفر جمعیت دارد و ۶۳۴ متر بالاتر از سطح دریا واقع شده‌است.